# Beatrice da Verona
Beatrice da Verona, död 1328, var tetrark eller regerande baronessa i Tetrarkin Negroponte på Euboea mellan 1285 och 1328.
Da Verona var dotter till Giberto da Verona II och Maria Navigajoso. Hon gifte sig med Jean de Noyers, som 1303 blev hennes medregent jure uxoris.
Da Verona tycks ha varit frånvarande under större delen av sin regeringstid, och utnämnde sin mor Maria Navigajoso att regera som ställföreträdande regent och vice tetrark i hennes ställe, så länge hon levde.
Da Verona efterträddes av sin son Pietro dalle Carceri.